# Браун, Тони
Тони Браун (англ. Tony Brown; род. 11 декабря 1946, Гринсборо, Северная Каролина, США) — американский музыкальный продюсер, пианист, A&R-менеджер и топ-менеджер индустрии звукозаписи, известный прежде всего своей деятельностью в музыке кантри. Один из самых влиятельных управленцев на Мьюзик-Роу в 1980—1990-е годы.
Карьеру пианиста начал играя в госпел-ансамблях, среди которых The Stamps Quartet Джона Самнера и The Oak Ridge Boys. Впоследствии состоял в аккомпанирующих группах Элвиса Пресли, Эммилу Харрис и Родни Кроуэлла. С 1978 года работал в отделе подбора артистов и репертуара на лейбле RCA Records. С 1984-го рекрутировал и продюсировал исполнителей для MCA Nashville в статусе вице-президента компании, заняв в 1993-м пост её президента. В 2002 году стал сооснователем лейбла Universal Records South, а в 2007-м открыл собственный — Tony Brown Enterprises.
В качестве продюсера отвечал за синглы и альбомы таких артистов как Джордж Стрейт, Риба Макинтайр, Стив Эрл, Нэнси Гриффит, Родни Кроуэлл, Винс Гилл, Лайл Ловетт, The Mavericks, Джо Илай, Патти Лавлесс, Стив Уоринер, Вайнонна, Триша Йервуд, Марти Стюарт, Келли Уиллис, Эллисон Мурер и многих других. Всего под его началом записано более 100 синглов, возглавлявших чарты Billboard, а суммарные продажи спродюсированных им альбомов превышают 100 млн копий. За свои успехи получил множество наград, в том числе «Грэмми», CMA Awards, ACM Awards и GMA Dove, а также посвящён в Зал славы кантри.

## Биография

### Ранние годы
Браун родился в Гринсборо, а вырос в Уинстон-Сейлем, начав свой путь в музыку с южного госпела. Когда Брауну было шесть лет, у его отца Флойда был диагностирован рак лёгких — врачами тому отводилось полгода жизни. В связи с этим Флойд бросил работу на местной молочной ферме, стал баптистским евангелистом и в итоге следующие 20 лет странствовал по стране с проповедями. Попутно Брауну и другим его детям приходилось петь госпел в сотнях церквей — от пятидесятнических до квакерских, как для белой, так и для чёрной паствы. Под названием The Brown Family они путешествовали по Юго-Востоку США на универсале с надписью на багажнике «Иисус спасает», начертанной жёлтой краской буквами высотой в фут. Сам Браун позже называл это самой вульгарной вещью, которую ему когда-либо приходилось наблюдать. При этом его родители были столь консервативны, что не разрешали Брауну, его двум старшим братьям и старшей сестре играть в школе в футбол и тем более ходить в кино. Прослушивание рок-н-ролла по радио также находилось под запретом. В то время Элвиса Пресли Брауну заменяли госпел-группы The Blackwood Brothers и The Statesmen Quartet. Именно в составе ансамбля своей семьи Браун подростком впервые начал играть на пианино.
Уроки фортепиано Браун начал брать в шесть лет с подачи отца. Обычно он сначала наблюдал за занятиями старшего брата и затем повторял мелодии на слух, поэтому когда учитель однажды сказал ему играть первым по партитуре, Браун не смог исполнить ни ноты. Узнав об этом, его мать решила, что музыка ребёнку не интересна и следующие семь лет его на уроки не водила. К инструменту он вернулся случайно в 13 лет, когда Флойд Браун нанял пианистку для музыкального сопровождения своих проповедей. Та обнаружила способность Брауна играть на слух и научила его песне, которую он потом исполнил с семьёй в церкви. В результате отец решил сделать из сына церковного пианиста и в 15 лет отправил учиться в Stamp School of Music в Далласе. Музыкальная школа под эгидой популярного в 1930-е и 1940-е годы госпел-ансамбля The Stamps Quartet должна была держать Брауна ближе к консервативным религиозным ценностям и подальше от модных светских веяний. Хотя Браун крайне неохотно изучал музыкальную теорию, школьная преподавательница фортепиано заметила его хороший слух, и благодаря ей он освоил игру в разных тональностях, а также эффектные приёмы и риффы. По окончании учебного курса женщина договорилась с отцом Брауна: она дополнительно будет заниматься с Брауном ещё год, причём бесплатно, но подросток на это время станет пианистом её госпел-группы. Так Браун продолжил набираться опыта, выступая с учительницей и живя с её семьёй в Бастропе.
Окончив в 1966 году старшую школу, Браун получил первую работу, играя на пианино в ансамбле по выходным и крася дома по заданию его руководителя в будни. Однако первой действительно профессиональной занятостью Брауна стали выступления с группой The Traveler’s Quartet в Уинтер-Хейвен. Затем он примкнул к госпел-бэнду Klaudt Indian Family (это была семья индейцев и Брауну на сцене приходилось носить венец из перьев). Началом серьёзной карьеры для молодого музыканта послужила позиция в группе The Stamps Quartet, возглавляемой на тот момент его кумиром — Джоном Самнером. В этом коллективе пианист играл на протяжении семи лет. Когда южный госпел стал популярен в рамках современной христианской музыки, Браун присоединился к ансамблю The Oak Ridge Boys, с которым провёл три года. Однако под влиянием моды последние в 1975 году перешли с госпела на кантри, и Браун покинул команду, оказавшись на распутье. На тот момент ему было под 30 лет, его первый брак, просуществовав пять лет, закончился разводом, а бывшая жена с его сыном и дочерью уехала в Колорадо.

### С Элвисом Пресли
В середине 1970-х годов Элвис Пресли попросил Донни Самнера из The Stamps Quartets собрать для него личную госпел-группу, и тот пригласил в неё Брауна. Так пианист получил работу в ансамбле The Voice, которая, как замечал музыкальный критик Роберт Хилбёрн, была, вероятно, одной из самых странных в истории популярной музыки. The Voice были сформированы на случай, когда Элвису неожиданно хотелось спеть госпел. Коллектив находился в режиме ожидания 24 часа в сутки и семь дней в неделю, приезжая по звонку в одну из резиденций Пресли — в Мемфисе, Палм-Спрингс или Беверли-Хиллз. При этом Элвис иногда мог петь по два-три часа и часто по 20-30 раз одну и ту же композицию. Впоследствии певец взял The Voice с собой на гастроли, чтобы открывать его концерты.
Находясь в составе The Voice, Браун попутно наблюдал за игрой основного пианиста Пресли, Глена Хардина — стоя за кулисами во время выступлений, он разучил все его партии на слух. В то время Хардин также записывался с Эммилу Харрис и как-то рассказал Брауну, что крайне воодушевлён работой с певицей, и если она поедет в турне с новым альбомом, то он уйдёт от Пресли к ней. Браун в ответ попросил Хардина внести его в список кандидатов на замену. Когда Хардин ушёл, Браун занял его место без репетиций на концерте перед 20 тыс. зрителей. Став постоянным пианистом Пресли, он оставался с певцом до самой его смерти. Браун играл и на последнем шоу Пресли в Индианаполисе 26 июня 1977 года, равно как участвовал в студийных сессиях певца, в ходе которых вдохновился процессом звукозаписи.
Первые месяцы после смерти Пресли оказались для Брауна сложными — он испытывал трудности с поиском новой работы и столкнулся с финансовыми проблемами. Чтобы оплатить содержание детей, он даже продал свой автомобиль и фортепиано. Позднее Браун отправился в Нэшвилл, где стал сонгплаггером. В его обязанности входило посещение офисов музыкальных продюсеров, менеджеров, руководителей лейблов и демонстрация им песен с целью продажи. Данная нишевая профессия требовала крайней тактичности, позитива, искренности и обаяния — даже то, как сонгплаггер ставил пластинку в проигрыватель, имело важное значение. Браун в этом деле преуспел, и подобные навыки в том числе помогли ему впоследствии состояться как продюсеру и топ-менеджеру рекорд-индустрии.

### С Эммилу Харрис
В 1977 году он стал пианистом в группе Эммилу Харрис The Hot Band. В то время Хардин покинул этот коллектив, чтобы играть с Джоном Денвером, и Браун снова занял его место. Изначально певица хотела нанять Дэвида Бриггса, но тот уже был занят в другом проекте, и порекомендовал ей своего друга Брауна. Процесс трудоустройства оказался для музыканта волнительным: прежде он не проходил формальных прослушиваний и не знал, что Харрис попросит его сыграть. Браун заранее разучил один из её ранних хитов, «Together Again», с фирменным соло Хардина. В итоге именно эту песню ему выпало исполнить, и он получил работу. По словам Брауна, далее начался один из счастливейших периодов в его жизни: музыка стала больше его воодушевлять, поскольку в отличие от угасавшего Пресли, Харрис была на пике формы и мотивировала свою группу выкладываться по полной. Благодаря певице он также увлёкся упущенной им в детстве музыкой кантри.
Если обычно у музыкантов во время долгих путешествий в гастрольном автобусе было принято спать или устраивать пьянки, то у Харрис они слушали и открывали для себя новую музыку. Не коммерческую, а более искреннюю и самобытную вроде The Louvin Brothers, Грэма Парсонса или Джорджа Джонса. Такой вкус настолько глубоко проник в Брауна, что когда он в дальнейшем устроился в A&R-отдел лейбла MCA Records, то на протяжении почти двух лет не рекрутировал ни одного исполнителя. С Харрис он в итоге работал три года, а в свободное время играл с Родни Кроуэллом, Розанной Кэш и членами The Hot Band. Данный период стал поворотным и для его карьеры продюсера — Браун встретил многих своих будущих подопечных. Через Харрис он узнал Винса Гилла; благодаря Кроуэллу — Гая Кларка, связавшего его с Лайлом Ловеттом и Нэнси Гриффит. Когда Харрис прекратила выступать из-за беременности, Браун задумался о более стабильной работе.

### Карьера продюсера
Уже в конце 1970-х годов Браун начал заниматься подбором артистов для лейблов. В 1978-м он устроился на Free Flight Records (поп-подразделение RCA Records), который однако через два года закрылся. После Браун был переведён в RCA Nashville, где успел рекрутировать группу Alabama. Коллектив впоследствии стал одним из самых коммерчески успешных в истории музыки кантри, но Браун был недоволен тем, что ему не позволяли самому продюсировать записи. Поэтому он на время вновь обратился к работе музыкантом, аккомпанируя Родни Кроуэллу и Розанне Кэш в группе The Cherry Bombs. К 1983 году ему было уже под 40 лет, он опять женился и был готов бросить гастрольную деятельность. На этом фоне Браун вернулся в RCA Nashville, добавив в каталог компании своего коллегу по The Cherry Bombs Винса Гилла. Однако он снова был расстроен тем, что не имел возможности продюсировать артистов. Тем не менее серьёзные заслуги Брауна в сфере госпела в конечном счёте позволили ему выступить продюсером трёх альбомов Ширли Сизар, включая Sailin’, получивший в 1985 году премию «Грэмми».
В 1984-м продюсер Джимми Боуэн позвал Брауна в MCA Nashville на должность вице-президента по подбору артистов и репертуара. При этом он разрешил Брауну не только набирать исполнителей, но и продюсировать. Боуэн считался в Нэшвилле спорной фигурой — он приехал из Лос-Анджелеса, где работал с Фрэнком Синатрой и Дином Мартином, и не играл по правилам столицы кантри. В итоге именно он стал наставником Брауна на поприще продюсирования. В частности, Боуэн приучил его, что с каждым артистом нужно обращаться как с королём. Первой находкой Брауна в новой должности стала Патти Лавлесс. Также он привёл с собой на MCA Гилла, чьи альбомы на RCA не получили коммерческого успеха. Далее Браун продолжал находить и продюсировать одних из самых знаменитых кантри-артистов 1980-х годов, в частности, Стива Эрла и Лайла Ловетта. Это создало ему репутацию, и в 1990-е он продолжал работу как с новичками вроде Триши Йервуд, The Mavericks, Дэвида Ли Мёрфи, Келли Уиллис и Трейси Бёрда, так и уже признанными хитмейкерам — Вайнонной, Джорджем Стрейтом и Рибой Макинтайр.
Благодаря Брауну MCA Nashville превратился из аутсайдера в лидера кантри-индустрии, став знаком качества сродни Sun Records в 1950-е годы, Motown Records в 1960-е или Warner Bros. Records. Сам продюсер прославился способностью добиваться коммерческого успеха для записей, не жертвуя индивидуальностью артистов. По его собственной оценке, он был востребован лейблами прежде всего из-за связи с такими музыкантами как Гай Кларк, Таунс Ван Зандт, Кроуэлл, Розанна Кэш, Гилл и Эммилу Харрис. Все они ассоциировались с кантри-звучанием Западного побережья, которое тогда считалось перспективным, и Браун воспринимался как человек, способный принести в музыку подобные влияния. Продюсер ценился настолько, что в 1992 году Sony Music по слухам предложила ему $4 млн в надежде переманить от MCA, но последние закрепили связи с Брауном и его репутацию в Нэшвилле новым назначением. Так, после ухода Боуэна, он в 1993 году стал президентом MCA Nashville, работая в тандеме с председателем Брюсом Хинтоном, и под их руководством компания продолжила процветать.
В 2002 году Браун ушёл из MCA и на пару с экс-главой Arista Nashville Тимом Дюбуа основал лейбл Universal Records South. Это была квазинезависимая компания в структуре Universal Music, получившая от головной корпорации стартовое финансирование и при этом полную творческую свободу. В новой организации Браун имел статус старшего партнёра и отвечал за привычное для него направление — A&R-менеджмент. В первый же год он рекрутировал для фирмы таких артистов как Дин Миллер, Холли Ламар, Эллисон Мурер и Джо Николс, а также группу Bering Strait. Однако в апреле 2003-го Браун упал с лестницы, получил тяжёлую травму головы и был в критическом состоянии доставлен в больницу. В последующие годы он постепенно восстановился физически и вернулся к работе, однако продолжал страдать от сильной депрессии. В 2007-м Браун покинул Universal Records South и открыл собственный лейбл Tony Brown Enterprises. В 2018 году он выпустил мемуары Elvis, Strait, to Jesus: An Iconic Producer’s Journey with Legends of Rock 'n' Roll, Country, and Gospel Music о своей жизни как музыканта и продюсера.

## Признание и награды
В 1980—1990-х годах Браун являлся одним из самых влиятельных управленцев в нэшвиллской индустрии звукозаписи. Подчёркивая его значимость на Мьюзик-Роу как топ-менеджера, рекрутёра талантов и продюсера, газета Los Angeles Times в 1996 году поместила материал о нём на первую полосу, назвав Брауна «Королём Нэшвилла». Помимо этого, Браун неоднократно попадал в список The 101 Most Powerful People in Entertainment, ежегодно составляемый изданием Entertainment Weekly. Всего он спродюсировал свыше 100 синглов, возглавлявших чарты журнала Billboard, а суммарные продажи записанных под его началом альбомов составляют более 100 млн копий. Вместе с тем Браун семь раз занимал вершину ежегодного рейтинга кантри-продюсеров Billboard. Из них четыре раза — подряд, с 1990 по 1993 год. В течение трёх из этих лет MCA Nashville, на которую работал Браун, по данным того же издания, удерживала лидерство среди кантри-лейблов. Как продюсер Браун получил множество различных наград и почестей, в числе которых «Грэмми» за «Лучший кантри-альбом», CMA Awards и ACM Awards за лучшие кантри-синглы и альбомы, а также несколько GMA Dove Awards за продюсирование госпел-дисков. В 2018 году журнал Rolling Stone включил его в свой перечень 10 Country Artists You Won’t Believe Aren’t in the Hall of Fame, перечислив среди знаменитостей, заслуживающих, но пока не получивших посвящения в Зал славы кантри. В 2025-м Браун был посвящён в Зал славы кантри.

## Личная жизнь
Браун был женат пять раз. В браке с Джени Левин у него в первой половине 1970-х годов появились дочь Брэнди и сын Бреннан. Вскоре супруги разошлись и дети переехали с матерью в Колорадо (на тот момент им было три и два года соответственно), но в юношеском возрасте вернулись в Нэшвилл, где жил Браун. Там же позднее родилась его внучка Джози (дочь Брэнди). Никто из детей Брауна не пошёл по стопам отца и профессионального отношения к музыке не имеет.
К первой половине 1980-х годов продюсер состоял уже во втором своём браке, который в общей сложности продлился 12 лет. В третий раз Браун женился в 1999-м на коллеге по нэшвиллской кантри-индустрии Анастейше Пруитт. Последняя на тот момент занималась музыкальным менеджментом, работая, в частности, с такими артистами как Уэйлон Дженнингс и Кит Урбан. Большая часть их супружества однако пришлась на сложный период физической и метальной реабилитации Брауна после травмы головы, полученной им в результате падения с лестницы в 2003 году. Данный брак окончился разводом в 2009-м.
В 2013 году четвёртой по счёту супругой Брауна стала Джейми Николь Анти. Уже в 2014-м пара развелась, но в начале 2016-го поженилась снова. В ходе этих двух браков продюсер неоднократно попадал в криминальные сводки из-за обвинений в домашнем насилии в отношении супруги. Первый раз полиция арестовала его в 2013 году, второй в феврале 2016-го, а третий в июне того же года — на этот раз за преследование Джейми в нарушение судебного запрета (к тому моменту они уже снова находились в разводе). Тем не менее после рассмотрения дела судом оба обвинения, выдвинутые в отношении Брауна в 2016 году, были сняты.

## Полезные ссылки
- The Producer's Chair - Episode 05 — Tony Brown на YouTube (интервью Тони Брауна каналу Sound Stage Studios Live, англ.)
- The Producer's Room Episode #19 — Tony Brown на YouTube (интервью Тони Брауна каналу The Producer’s Room, англ.)